# Entre Ríos
Entre Ríos (česky Mezi řekami) je provincie na severovýchodě Argentiny. Leží mezi řekou Paraná, která tvoří hranici s provinciemi Santa Fe a Buenos Aires západě a severozápadě a řekou Uruguay, která tvoří hranici se stejnojmenným státem Uruguay na východě. Na severu hraničí s provincií Corrientes, která se taktéž nachází mezi oběma řekami.

## Departementy
Seznam departementů provincie Entre Ríos a jejich hlavních měst:
1. Colón (Colón)
2. Concordia (Concordia)
3. Diamante (Diamante)
4. Federación (Federación)
5. Federal (Federal)
6. Gualeguay (Gualeguay)
7. Gualeguaychú (Gualeguaychú)
8. Islas del Ibicuy (Villa Paranacito)
9. La Paz (La Paz)
10. Nogoyá (Nogoyá)
11. Paraná (Paraná)
12. San José de Feliciano (San José de Feliciano)
13. San Salvador (San Salvador)
14. Tala (Rosario del Tala)
15. Uruguay (Concepción del Uruguay)
16. Victoria (Victoria)
17. Villaguay (Villaguay)